# حسن بحراوي
حسن بحراوي (23 سبتمبر 1953م) ناقد ومترجم وروائي وباحث في المسرح والتراث الشعبي، وعضو فاعل في اتحاد كتاب المغرب. كتب منذ السبعينات في الرواية والقصة قصيرة، وللمسرح بنوعيه الهاوي والمحترف، وللأدب الشعبي وأنماطه من غناء وحكي. راكم عدة كتب منذ عمله (بنية الشكل الروائي:1990)، إلى ترجماته للكتابات الإثنوغرافية الفرنسية. وعمل لعدة عقود أستاذا للأدب الحديث والسرد والمسرح في جامعة محمد الخامس بالرباط، وهو حاصل على دكتوراه الدولة في الأدب العام والمقارن من جامعة محمد الخامس بالرباط. وآخر مهمة تقلدها هي أستاذ التعليم العالي بكلية الآداب والعلوم الإنسانية بالرباط.

## نبذة عن مساره
بدأ مسيرته التعليمية بين عامي 1967 و1972 بالدراسة الإعدادية في ثانوية العالية (المعروفة لاحقًا بإعدادية العقيد العلام) بالمحمدية، ثم التحق بالثانوية العلمية في مؤسسة ابن ياسين بنفس المدينة. وفي عام 1972، انضم إلى مدرسة المعلمين بعين الشق بالدار البيضاء، حيث أمضى عامين قبل تعيينه مدرسًا للغة الفرنسية بتازروالت (إقليم تزنيت) عام 1974. خلال هذه المرحلة، حصل على شهادة البكالوريا الأدبية الحرة عام 1976، وانضم إلى اتحاد كتاب المغرب، ليواصل بعدها مسيرته الأكاديمية بالالتحاق بالمركز التربوي الجهوي بمكناس والتسجيل بكلية الآداب ظهر المهراز بفاس حتى 1978.
من 1978 إلى 1980، عمل أستاذًا للغة العربية بالسلك الأول بثانوية ابن رشد بالرباط، ليحصل عام 1980 على الإجازة في الأدب العربي من جامعة محمد بن عبد الله بفاس، ثم عُيّن أستاذًا للسلك الثاني بنفس الثانوية حتى 1982. خلال هذه الفترة، حصل على دبلوم الدراسات المعمقة (تخصص رواية) عام 1981، واجتاز مباراة الأساتذة المساعدين بكلية الآداب بالرباط عام 1982، حيث عمل أستاذاً مساعداً حتى 1988. خلال هذه السنوات، أنجز بحثًا حول "بنية الشكل في الخطاب الروائي المغربي" تحت إشراف الأستاذ أحمد اليابوري، نُشر لاحقًا في المركز الثقافي العربي ببيروت (1990).
توسعت مساهماته الأكاديمية بعد ذلك، فشارك في تدريس الأدب المقارن بالسلك الثالث (1992–1994)، ودرّس النقد المسرحي والاقتباس بالمعهد العالي للفن المسرحي (1996–1998). بين 1994 و2006، أعد أطروحة دكتوراه الدولة حول "شعرية الترجمة"، التي نُشرت في مجلدين: "أبراج بابل" (2010) و"مأوى الغريب" (2013). إلى جانب ذلك، درّس موادًا متنوعة كالمسرح والسينما والثقافة الشعبية في أقسام الإجازة (1988–2013)، وأشرف على برامج الماستر في الأدب العام والمقارن (2006–2009).
شملت مسيرته بجانب التدريس إشرافه على عشرات الرسائل الجامعية، وتقلده مناصب ثقافية بارزة، كمنسق الثقافة العربية بكلية الآداب الرباط (1984–1988)، وعضوية لجان دعم المسرح والكتاب بوزارة الثقافة، ومشاركته في تحكيم جوائز أدبية كجائزة المغرب الكبرى. كما كان عضوًا في اتحاد كتاب المغرب وهيئة تحرير مجلته "آفاق"، إلى جانب مساهمته في تطوير مناهج التعليم العالي عضوً في لجان اعتماد المسالك الجامعية.

## خبرات أكاديمية وثقافية
- مسؤول فريق البحث في الإثنوغرافيا والموروث الثقافي بسلك الدكتوراه بكلية الآداب بالرباط.
- عضو لجنة دعم الكتاب بوزارة الثقافة سابقا.
- عضو لجنة دعم المشاريع الثقافية والفنية في قطاع المسرح بوزارة الشباب والثقافة والاتصال حاليا.
- عضو مجلس مركز الدكتوراه بكلية الآداب والعلوم الإنسانية، جامعة محمد الخامس بالرباط.
- منسق لجنة الترجمة لجائزة المغرب الكبرى. (لعدة دورات)
- عضو المكتب المركزي لاتحاد كتاب المغرب. (لعدة دورات)
- ناقش وأشرف على عشرات أطروحات الدكتوراه في الآداب والثقافة الشعبية والفنون في مختلف الجامعات المغربية.

## المؤلفات البحثية
- بنية الشكل الروائي: الفضاء، الزمن، الشخصية. المركز الثقافي العربي. بيروت.1990(336ص). الطبعة الثانية عن نفس الدار 2009.
- المسرح المغربي: بحث في الأصول السوسيوثقافية.ٍ المركز الثقافي العربي. بيروت..1994(135ص)
- عبد الصمد الكنفاوي: سيرة إنسان ومسار فنان. سلسلة شراع. عدد 52. دار النشر المغربية. الدار البيضاء.1999. (108ص).(نال عليه الكاتب جائزة عبد الصمد الكنفاوي)
- ذاكرة المغرب الساخر: حالة بزيز وباز. مطبعة برينتر. المحمدية. 2001.(146ص)
- حلقة رواة طنجة: دراسة ونماذج. منشورات عكاظ. الرباط.2002. (136ص)
- فن العيطة بالمغرب: مساهمة في التعريف. منشورات اتحاد كتاب المغرب. مطبعة فضالة. المحمدية.2002. (116ص)
- جدل الذات والوطن: بصدد السيرة الذاتية عند عبد الكريم غلاب. منشورات جذور. الرباط.2004. (126ص) (الطبعة الثانية منشورات مجلة مقاربات. فاس. 2017)
- أبراج بابل: شعرية الترجمة: من التاريخ إلى النظرية. منشورات كلية الآداب والعلوم الإنسانية. بالرباط.2010. (317 ص) الطبعة الثانية بالمركز القومي للترجمة بالقاهرة. 2014.(313ص)
- مدارات المستحيل: دراسات في ترجمة الشعر. منشورات بيت الشعر في المغرب.2011. (125ص)
- مأوى الغريب: دراسات في شعرية الترجمة. منشورات مخبر تعليمية الترجمة وتعدد الألسن. جامعة وهران. الجزائر.2013. (399ص) طبعة ثانية في المركز القومي للترجمة بالقاهرة.2015. (561ص) طبعة ثالثة منشورات كلية الآداب والعلوم الإنسانية بالرباط. 2020. (570ص)
- مقارعة المستحيل. منشورات كتاب مجلة الرافد. العدد 121. الإمارات العربية المتحدة.2016. (144ص)
- الترجمة العربية: من مدرسة بغداد إلى مدرسة طليطلة. منشورات كتاب الشهر للمجلة العربية. السعودية. 2016. (153ص)
- سبع حكايات من ساحة جامع الفنا. معهد الشارقة للتراث. الإمارات العربية المتحدة.2021. (102ص).[5]
- حكايات شعبية مغربية. منشورات دار سلاسل. الكويت. 2023. (338ص)
- موسوعة الكتاب الكولونياليين بالمغرب. منشورات المكتبة الوطنية للمملكة المغربية. الرباط.2023. (268ص)
- الأغنية المغربية العصرية. منشورات مكتبة جوهرة العلوم. مكناس. 2024. (152ص)
- بصدد الظاهرة الغيوانية. منشورات مكتبة جوهرة العلوم. مكناس. 2024. (119ص)

## المؤلفات الإبداعية
(وجميعها منشورة بدعم من وزارة الثقافة المغربية)
- النمر الفيتنامي. رواية. منشورات سليكي إخوان. طنجة.2016. (137ص)[6][7]
- أستوديو الجماهير. مجموعة قصصية. منشورات سليكي إخوان. طنجة.2016. (105ص)
- الأرض الأخيرة لعشاق التراموي. مجموعة شعرية. منشورات أبي رقراق. الرباط.2017. (128ص)
- بنات ونعناع. رواية. دار أبي رقراق. الرباط.2019. (191ص)[8][9]
- عودة المرحوم. رواية. دار أبي رقراق. الرباط.2019. (235ص)[10]
- أسبوع في جناح الأوبئة. رواية. دار أبي رقراق. الرباط.2020. (170ص)
- الدب العصري: محكيات شطارية. دار خطوط وظلال. الأردن.2021. (118ص)
- مائدة العلماء. رواية. دار أبي رقراق. الرباط.2024. (467ص)

## الترجمات
- ترجمة رواية (رُحّل) لأمين يوسف العلمي. غشت 2008. (عرضت في لوحات مخطوطة بالخزانة الوطنية بالرباط)
- ترجمة كتاب (دليل المسرح المغربي: نصف قرن من الإبداع المسرحي بالمغرب) لأحمد مسعاية. منشورات وزارة الثقافة المغربية.2012. (549 ص).[11]
- ترجمة كتاب (الرباط أو الأوقات المغربية) للأخوين جان وجيروم طارو. منشورات كلية الآداب والعلوم الإنسانية. الرباط.2012.[12]
- ترجمة كتاب (الرحالون الفرنسيون في المغرب) لرولان لوبيل (1936). منشورات دار الأمان. الرباط.2017. (380ص)[13]
- ترجمة كتاب (في المغرب) لبيير لوتي. منشورات كلية الآداب بنمسيك. الدار البيضاء. 2019.(152ص) طبعة ثانية بدار الأمان بالرباط. 2021. (239ص)[14]

## الكتب الجماعية
- طرائق تحليل السرد الأدبي. منشورات اتحاد كتاب المغرب.1992.(ترجمة دراسة لرولان بارت بالاشتراك مع عقار والقمري، ودراسة لميشال رايمون)
- تادلا: التاريخ المجال والثقافة. منشورات كلية الآداب ببني ملال.1993.
- الرواية المغربية: أسئلة الحداثة. دار الثقافة للنشر. الدار البيضاء. أشرف عليه عبد الرحيم العلام..1996.
- المسرح بعد مطلق: ممارسات، إشكاليات، تطلعات. منشورات بيت آل محمد عزيز الحبابي. الرباط.1998.
- كتاب الشهر: إدريس الخوري. منشورات اتحاد كتاب المغرب. الرباط.1998.
- كتاب الشهر: عبد الله شقرون. منشورات اتحاد كتاب المغرب. الرباط.1998.
- المرتجلة في المسرح: الخطاب والمكونات. منشورات مجموعة البحث في المسرح والدراما التابعة لكلية الآداب بتطوان. 2003.
- الفنان فريد بنمبارك: قدرات فنية متجددة في المسرح المغربي. منشورات جمعية رباط الفتح. الرباط. 2003.
- عبد الكريم غلاب: ضوء يشرق من المغرب. إشراف د. سعاد الصباح. إعداد وتحرير د. محمد يوسف نجم. دار سعاد الصباح للنشر والتوزيع.2003.
- الترجمة في المغرب: أية وضعية؟ وأية استراتيجية؟ أعمال ندوة أصيلة منشورات وزارة الثقافة .2003.
- كتاب (الثقافة المغربية علامات بعد علامات في حوارات). أشرف عليه عبد الرحمن بنزيدان وقدم له د.عباس الجراري. مطبعة النجاح الجديدة. الدار البيضاء.2004.
- الأدب المغربي الحديث: علامات ومقاصد. أشرف عليه أحمد المديني. منشورات رابطة أدباء المغرب. الرباط.2006.
- الأدب المغاربي اليوم. قراءات مغربية. منشورات اتحاد كتاب المغرب. ا لرباط. 2006.
- الرواية العربية في نهاية القرن: رؤى ومسارات. منشورات وزارة الثقافة. المغرب.200
- الذاكرة والإبداع: قراءات في كتابات السجن. أعمال ندوة. منشورات اتحاد كتاب المغرب والمجلس الاستشاري لحقوق الإنسان. الرباط.2010.
- عبد الكريم غلاب: الأديب والإنسان. شهادات ودراسات نخبة من الكتاب والنقاد. منشورات منتدى أصيلة. 2011.
- عبد الجبار السحيمي: منشورات اتحاد كتاب المغرب ومطبعة الرسالة. الرباط.2012.
- تكريم الميلودي شغموم. منشورات المديرية الجهوية لوزارة الثقافة. جهة خريبكة ورديغة.2013.
- كتاب (الرباط: فضاء للإبداع). منشورات كلية الآداب والعلوم الإنسانية بالرباط بشراكة مع وزارة الثقافة. (تقديم وتنسيق حسن بحراوي) سلسلة بحوث ودراسات.2013.
- الأغنية الاحتجاجية بالمغرب. تنسيق م.المدلاوي وع.ركوك). منشورات المعهد الجامعي للبحث العلمي بالرباط. 2013.
- حسن المودن: القراءة والتحليل النفسي. (قراءات، شهادات، حوارات). إشراف وتنسيق إبراهيم أولحيان.2013.
- البالا والفاس. ديوان زجلي لعبد الله ودان. منشورات المجلس الوطني لحقوق الإنسان. (تقديم وتنسيق حسن بحراوي).2013.
- عبد الفتاح كليطو: مسار. (حوارات مع الكاتب). منشورات توبقال. الدار البيضاء.2014.
- محمد عابد الجابري: المواءمة بين التراث والحداثة. ضمن إصدارات المركز العربي للأبحاث ودراسة السياسات. بيروت.2016. (تقديم مفصل بالاشتراك مع كمال عبد اللطيف).
- البحث عن الذات بين جيلين. تكريما للكاتب محمد برادة. إشراف محمد الداهي. منشورات دار الأمان. الرباط. 2017.
- النص وهوية المعنى: الكتاب السنوي لأعمال مختبر السرديات. كلية بنمسيك الدار البيضاء. 2018.
- الحنين إلى المستقبل. تكريما لسعيد يقطين. المديرية الجهوية لوزارة الثقافة الدار البيضاء سطات. 2018.

## مقالات في المجلات والدوريات
- أنساق الميثاق الأوطوبيوغرافي في السيرة الذاتية بالمغرب. مجلة آفاق لاتحاد المغرب. العدد 3-4. 1983.
- إشكالية الجنس في قصص محمد زفزاف. مجلة آفاق لاتحاد المغرب العدد 1/2. مارس. 1984.
- الرواية المغربية المكتوبة بالفرنسية: الطاهر بنجلون نموذجا. مجلة الفصول الأربعة (الليبية). العدد 36-37. 1987.
- مدخل للتحليل البنيوي للسرد: رولان بارت. (ترجمة مع عقار وقمري) مجلة آفاق. المغرب. العدد 8/9. 1988.
- بصدد التمييز بين الرواية والقصة: ميشيل رايمون. (ترجمة). مجلة آفاق. المغرب. العدد 8/9. 1988.
- رواية عين الفرس: قراءة الواقع بالخرافة. مجلة آفاق. المغرب. العدد 1. 1989.
- بنية الشكل الروائي. مجلة الفكر العربي المعاصر. بيروت. لبنان. عدد 60-61. يناير. 1989.
- جينيالوجيا النص المسرحي بالمغرب. مجلة آفاق. المغرب. العدد 3. 1989.
- قراءات في المسرح المغربي بجريدة السعادة ومجلة الأثير. مجلة آفاق. المغرب. العدد 3. 1989.
- الفضاء الروائي: ملاحظات من أجل بحث. مجلة الفكر العربي المعاصر. بيروت. لبنان. عدد 76-77. ماي. 1990.
- الرواية والواقع: قراءة في رواية زمن النمرود. مجلة آفاق. المغرب. العدد 1. 1990.
- النقد بأجنحة متكسرة (حول محمد بلعباس القباج). مجلة آفاق. المغرب. العدد 2. 1990.
- تشكّلات الفضاء السجني في روايات غلاب. مجلة آفاق. المغرب. العدد 2. 1991.
- البحث عن الأماكن المقدسة في الخريطة. محمد الناصري. (ترجمة). مجلة آفاق. المغرب. العدد 1. 1991.
- ذاكرة: خطبة سلطان الطلبة. مجلة آفاق. المغرب. العدد 3/4. 1992.
- محمد زفزاف: في رواية الحي الخلفي. مجلة آفاق. المغرب. العدد 3/4. 1992.
- صيادون في شارع ضيق. مجلة على الأقل. المغرب. العدد 7. 1992.
- نحو شعرية للترجمة. مجلة ترجمان. المغرب. العدد الأول. المجلد الثاني. 1993.
- مدخل إلى السرد الشفوي بالمغرب. مجلة آفاق. المغرب. العدد 53/54. 1993. (الإشراف على ملف خاص في الموضوع).
- طفولة مليئة بالثقوب. العربي العياشي. (ترجمة). مجلة آفاق. المغرب. العدد 53/54. 1993.
- المسرح المغربي خلال الثمانينات: فرقة مسرح اليوم نموذجا. مجلة الآداب. بيروت. العدد 1-2. 1995. (استكتاب ضمن ملف خاص عن الأدب المغربي الحديث).
- الإسلام والمسرح: إقامة الدليل على حرمة التمثيل. مجلة علامات. المغرب. العدد 4. 1995.
- ظلال وخلجان: قصص في بكاء الشخص. مجلة آفاق. المغرب. العدد 59. 1995.(حول المجموعة القصصية الأولى للكاتبة ربيعة ريحان).
- باختين والمسألة الإديولوجية: فلادمير كريزنسكي. ترجمة (بالاشتراك مع عبد الحميد عقار). مجلة علامات. المغرب. 1996.
- 1997- حول الرواية المغربية. مجلة شؤون ثقافية. المغرب. عدد 27. 1997.
- أزمة النشر بالمغرب: بالإيطالية La crisi dell’editoria in Marocco. In la Rivisteria71.novembre. 1997.
- أسئلة الرواية المغربية. مجلة الشعب العربي. لندن. عدد 39. فبراير. 1998.
- أسئلة الفن التشكيلي في المغرب. مجلة الشعب العربي. لندن. عدد 68. سبتمبر. 1998.
- درس محمد زفزاف. مجلة آفاق. المغرب. العدد 61-62. 1999.
- نحو نقد للترجمات الأدبية. مجلة ترجمان. المغرب. العدد الأول. أبريل. 1999.
- المسرح المغربي الساخر: نموذج الثنائيات. مجلة الثقافة المغربية. العدد 8. 1999.
- حصاد الموسم المسرحي 1999.مجلة الثقافة المغربية. العدد 16. 1999.
- حسن المنيعي: صديق العالم. مجلة آفاق. المغرب. العدد 63/64. 2000.
- مجريات ندوة اتحاد كتاب المغرب: الحصيلة وأسئلة المستقبل. نشرت في مجلة الآداب البيروتية. العدد 9-10. شتمبر.2000. (مع ح.نجمي وب.حميش وع.عقار وس.يقطين وع.الشاوي)
- أدب محمد شكري: من الهامشية إلى المركزية. مجلة علامات. المغرب. العدد 18. 2002.
- الفن التشكيلي بالمغرب: من الرسم الفطري إلى الفن العالم. مجلة الثقافة المغربية. العدد 20-21. 2003. (سينشر لاحقا بمجلة جسور بطلب منها)
- الرواية البوليسية بالمغرب. مجلة الثقافة المغربية. العدد 24/25 .2003.
- محمد شكري: الكاتب الذي فاته أن يكون ملاكا. مجلة الآداب. بيروت. العدد 1/2 .2004.
- السينما في زمن الإرهاب. مجلة الرافد. الشارقة. عدد غشت.2004.
- مسار السينما المغربية. مجلة الثقافة المغربية. العدد 26/27. 2004.
- الترجمة والسلطة. مجلة فكر. المغرب. العدد الأول. 2005.
- الترجمة والتلقي. مجلة ترجميات. المغرب. العدد الأول.2006.
- ذاكرة: محمد محيي الدين المشرفي. مجلة التربية والتكوين. المغرب. العدد الأول.2006.
- الترجمة بين الاستحالة والإمكان. مجلة ترجميات. المغرب. العدد الثاني.2006.
- ظاهرة الجميلات الخائنات في الترجمة. مجلة الأدب المغاربي والمقارن. المغرب. (ملف الآداب المقارنة والترجمة). العدد 3-4. 2006.
- نجيب محفوظ: رحيل كاتب من زماننا: (1911-2006). مجلة الثقافة المغربية. العدد 30-31. 2007.
- بصدد مفهوم الأمانة في الترجمة: مجلة علامات (المغربية). العدد 28. 2007.
- اليسار الثقافي في المغرب: ثقافة الاحتجاج: نموذج التجربة الغيوانية. مجلة نوافذ. العدد 38.37. 2008.
- الصحراء والسينما: ذباب بيرطولوشي. مجلة آفاق لاتحاد كتاب المغرب. العدد 76. شتمبر. 2008.
- عبد الكبير الخطيبي: عقود من الكدح الثقافي والالتزام الاجتماعي. مجلة الشعلة. العدد 12. 2010.
- الترجمة والمسرح: حالة المسرح العربي. مجلة علامات (المغربية) العدد 35. 2011.
- إدريس الخوري: رجل طويل يكتب القصة القصيرة. (ملف حول الكاتب). مجلة نزوى. عُمان. العدد 71. 2012.
- الفنان الراحل الطيب العلج في مرآة المسرح المغربي. (دراسة). مجلة آفاق لاتحاد كتاب المغرب. العدد 83-84. ماي. 2013.
- فؤاد العروي: غونكور بطعم مغربي خالص. مجلة الدوحة. العدد 73. نوفمبر. 2013.
- محمد شكري: في ليل السرد ينكشف النهار. مجلة نزوى. عمان. العدد 76. نوفمبر.2013.
- غوته: قضايا الترجمة والأدب العالمي. مجلة كلمة (الإلكترونية). العدد82. فبراير. 2014.
- ثلاث مدن مغربية بأعين الأخوين طارو.(ضمن زاوية نافذة على التراث). مجلة زمان. العدد 8.15 ماي-15 يونيو. 2014.
- الطيب الصديقي: تجربة رائدة في استلهام التراث الفرجوي. مجلة الكاتب العربي. الاتحاد العام للأدباء والكتاب العرب. العدد91.السنة 29. 2015.
- (ساهم بها الكاتب في ندوة مسرح الشارقة..نشر المقال أيضا بإذني في جريدة العرب اللندنية بمناسبة رحيل الصديقي  بتاريخ 8 فبراير 2016. ثم في مجلة الجديد اللندنية. ثم بالكتاب الجماعي الذي نشرته مؤسسة طنجة المشهدية.)
- الترجمة في ضوء اللسانيات الحديثة: الجهود والمكاسب والآفاق. مجلة عالم الفكر. الكويت. العدد4.المجلد43. أبريل-يونيو. 2015.
- السيرك والبهلوان: في الترجمة وما إليها. مجلة الجديد. لندن. 2015.
- الترجمة واللسانيات: العلائق والآفاق المشترك. مجلة اللسان العربي. الرباط. عدد 75. 2015.
- نحو نقد للترجمات الأدبية: نموذج أنطوان بيرمان. مجلة المترجم (الجزائرية). جامعة وهران. العدد 27. جويلية/دسمبر.2016.
- سؤال الفن ويقين العلم. مجلة الجديد (اللندنية). العدد 14. مارس. 2016.
- رولان بارت: من موت المؤلف إلى لذة النص. مجلة الدوحة (القطرية). عدد 99 يناير. 2016.
- ليلى السليماني: سرد شفرات الحلاقة. مجلة الدوحة القطرية. عدد؟. 2016.
- تزفتان تودوروف بمناسبة رحيله. مجلة الدوحة القطرية. عدد؟. 2017.
- مقدمة كتابي عن عبد الكريم غلاب: (بصمة المعلم: من الذات إلى الوطن). مجلة الدوحة القطرية. عدد 120 أكتوبر. 2017.
- ملف الكاتب المغربي المعبر بالفرنسية محمد لفتح: كاتب بلا ضجيج. مجلة الدوحة القطرية. العدد 126. شهر أبريل. 2018. (إشراف على الملف وتحرير مقالة: مجيئه الصعب إلى الكتابة+ قصة مترجمة للكاتب بعنوان: الكاتب في مواجهة الجن.)

## روابط خارجية
https://al3omk.com/642161.html
https://www.youtube.com/watch?v=qb07rKv5cdc
https://ribatalkoutoub.com/?p=1063